# Fashion Street

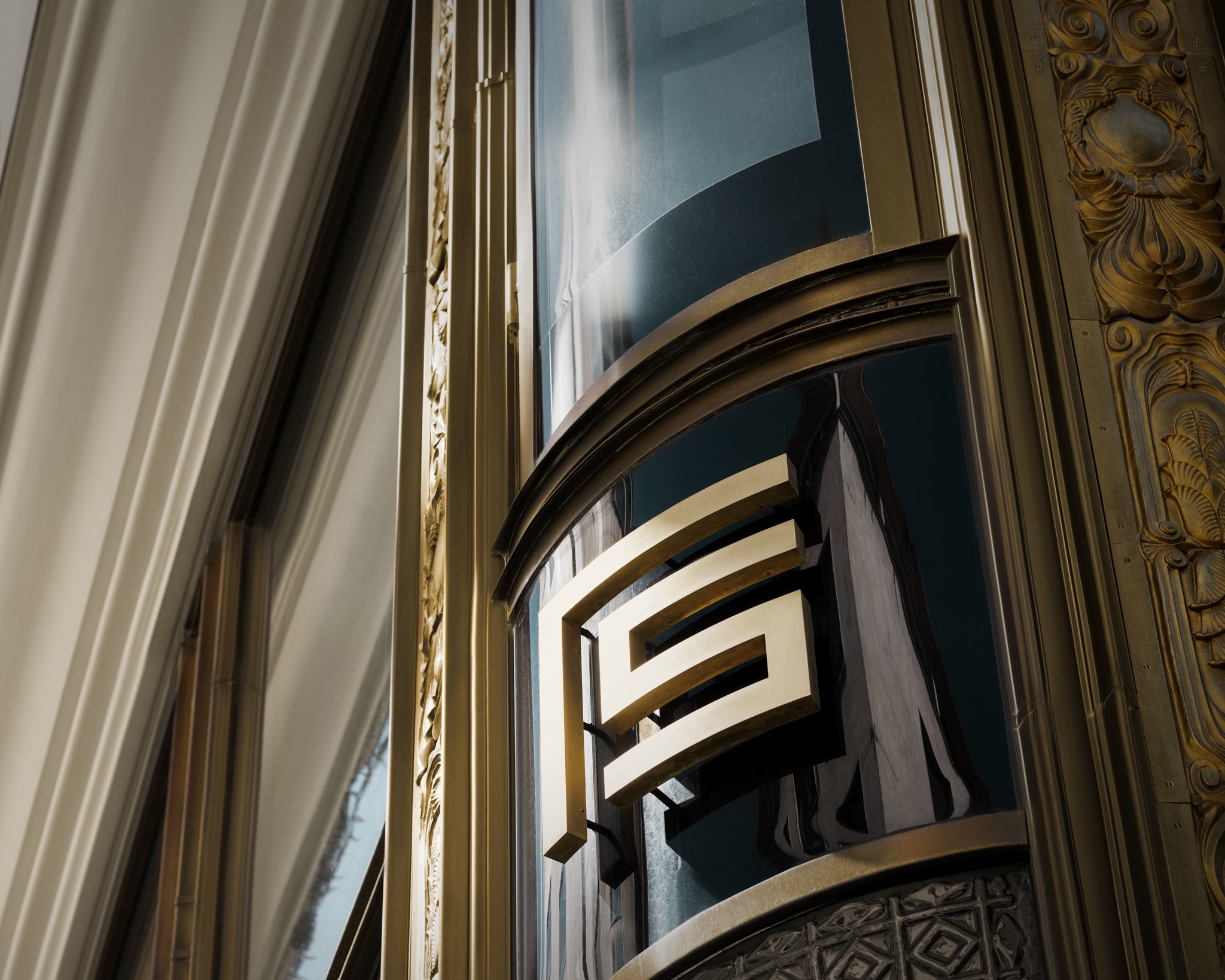
Fashion Street-logó

A Fashion Street egy önálló márkaként működő, egy tulajdonkézben lévő, tematikusan felújított bevásárlóutca Budapest V. kerületében. A sétálóutca a Deák Ferenc utca 225 méteres szakasza, hasznos területe 13 511 négyzetméter. A Fashion Street nevet 2008 szeptemberétől viseli, amikor nyolc éves ingatlanfejlesztést és renoválást követően hivatalosan bevásárlóutcává alakult. A londoni Regent Street és a milánói Via Montenapoleone mintájára készült Fashion Street Közép-Európa első és máig egyetlen, teljes belvárosi utcaszakaszt lefedő ingatlanfejlesztése, mely egyetlen tulajdonosé. A Fashion Street a Deák Ferenc teret köti össze a Vörösmarty térrel. 

## A Fashion Street márka
A Fashion Street brand 2008-as elindulása óta tudatos márkastratégiával fejlődik. Az elegáns színkombinációk és kivitelezés, a minőségi anyaghasználat, a megbízható szolgáltatói struktúra, az integrált kommunikáció és a színvonalas események mind-mind hozzájárultak az arculatépítéshez.
A Fashion Streeten 21 közép- és felsőkategóriás divatüzlet (többek között Hugo Boss, Massimo Dutti, Tommy Hilfiger, COS, Philipp Plein, Lacoste, Furla, Nike, Reebok, Lloyd, Office Shoes, Lush, Bobbi Brown, Jo Malone) és étterem (többek között ÉS bisztró, Deák St. Kitchen, Blue Fox Bar), valamint két ötcsillagos szálloda, a The Ritz-Carlton, Budapest és a Kempinski Hotel Corvinus található. A szállodákban további üzletek üzemelnek. 

## Fekvése
Határai: Deák Ferenc tér 1., Deák Ferenc utca – Bécsi utca kereszteződése.

## Forgalma és közlekedése
A Fashion Street forgalma naponta 20-25 000 fő, az ünnepi (karácsonyi és húsvéti) csúcsidőszakban pedig kb. 60 000 ember fordul meg itt, amely közvetlenül kapcsolódik a Deák Ferenc téri metróállomáshoz, így közlekedése kiváló. A metrókon kívül az utca villamossal, busszal és kerékpárral is könnyen megközelíthető, valamint a Liszt Ferenc repülőtérről is, közvetlen buszjárattal.

## Épületei

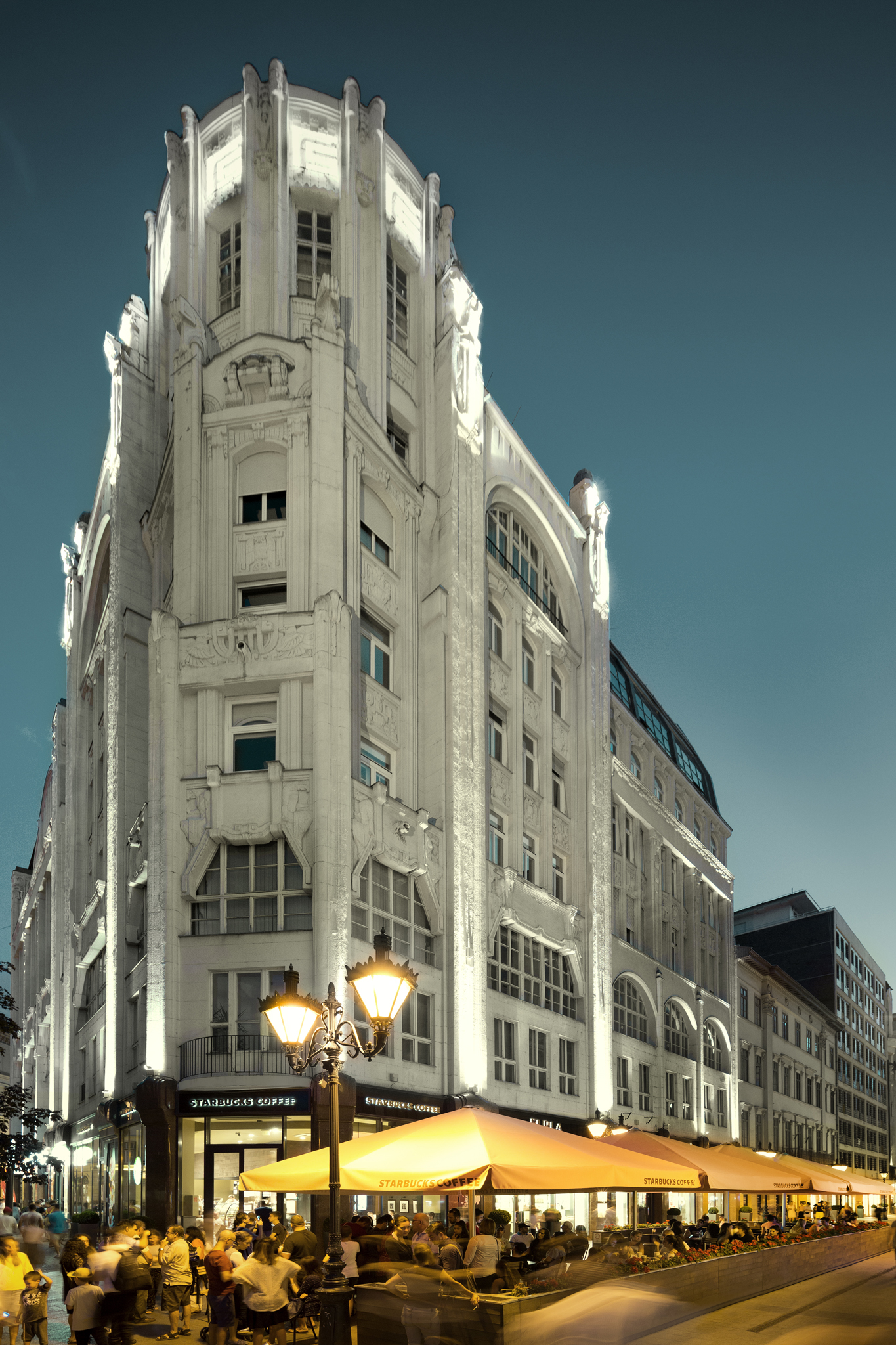
Az ötemeletes saroképületet – melyet egykor Deák Ferenc utca 3.-ként tartottak számon – a mai napig a német jugendstil homlokzatok mestereinek számító révész & Kollár építészpáros legjobb munkájaként tartják számon

A Fashion Street épületeinek sorában Magyarország leghíresebb, építészetileg és történelmileg egyaránt jelentőségteljes házai is megtalálhatók. Az utca legalacsonyabb épülete a Deák Ferenc utca 21. A ház tökéletesen példázza, milyen kifinomult mester volt Hild József, a reformkor egyik legelismertebb pest-budai építésze. Az épület fontos szerepet játszott a szabadságharcban is: itt volt a Marastoni Jakab által alapított Első Magyar Festészeti Akadémia főhadiszállása.
A neobarokk stílusú Deák Ferenc utca 15.-öt 1904-ben építették és lakóépületként funkcionált a teljes huszadik században. 2004-ben az Immobilia Zrt. Erick van Egeraat holland építésszel közösen újította fel a házat. A teljes restauráció után kapta meg mostani nevét: a Deák Palota azóta is a legmagasabb színvonalú irodákat biztosítja az épületben, utcafronti helyiségeiben pedig Hugo Boss és Tommy Hilfiger üzletek kaptak helyet.
A Bécsi utca 5. – Deák Ferenc utca 11-13. saroképülete jelölte ki Pest határát: itt állt az akkori városfal egyik kapuja. A jelentős épületet az a Sterk Izidor építész tervezte, aki a Gellért fürdő egyik társépítésze is volt. Az ötemeletes ház kereskedelmi és ingatlanbérleti funkciót töltött be. Az ugyanebben a stílusban 1910-ben épült öt ház közül csupán ez az egy maradt fenn.
A Deák Ferenc utca 23. ötemeletes saroképületét a mai napig a német jugendstil homlokzatok mestereinek számító Révész & Kollár építészduó legjobb munkájaként tartják számon. A „Modern és Breitner Áruház”, ahogy egykor hívták, a nyugat-európai art nouveau hatását mutatja a magyar építészetben. A Deák Ferenc utca 17. hatemeletes lakó- és irodaépületét szintén a Révész & Kollár páros tervezte 1912-ben. 

## Az alapító

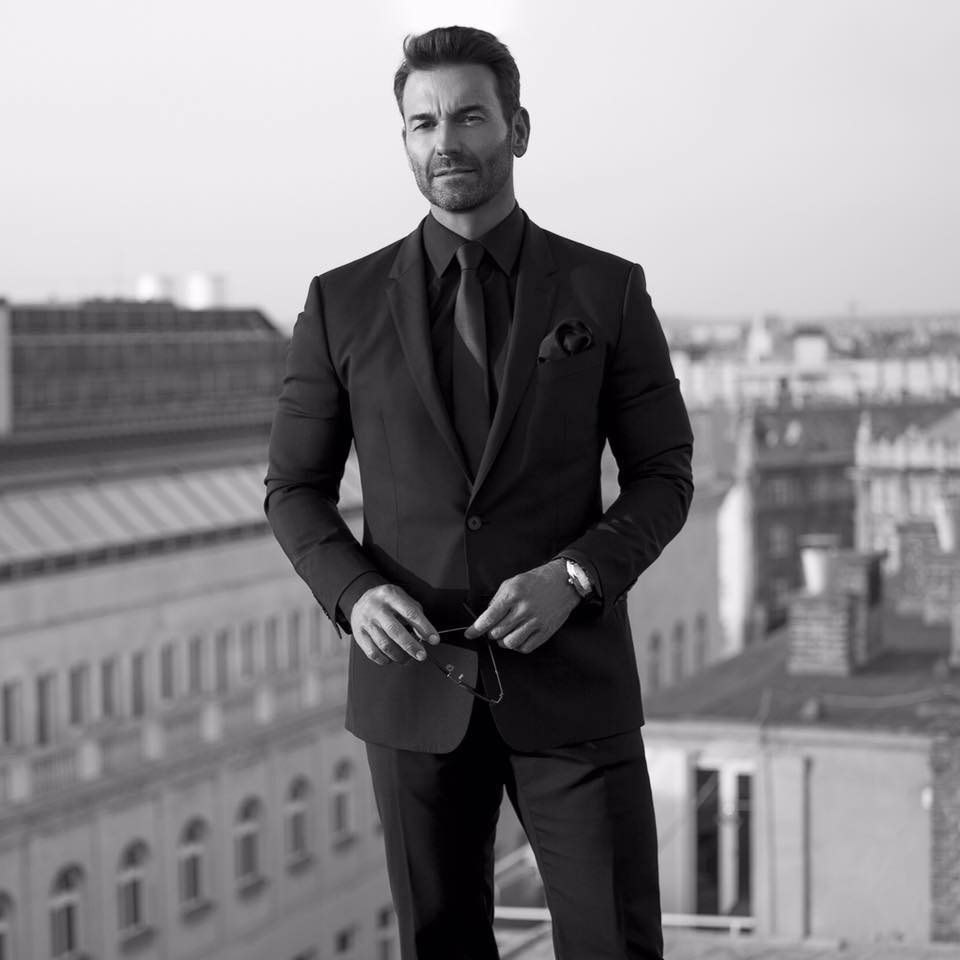
Csipak Péter, a Fashion Street megálmodója és alapítója, 2017-ben

A Fashion Street fejlesztéséért és az utca rekonstrukciójáért felelős Immobilia Zrt-t 2000 októberében Csipak Péter alapította. A társaság város- és ingatlanfejlesztéssel foglalkozik: tematikus városfejlesztési koncepciók alapján értelmezi újra az elmúlt századok építészeti örökségeit, a mai kor követelményeinek figyelembevételével, valamint mindezeket magas szinten üzemelteti is. Az Immobilia Zrt. küldetése, hogy Budapest történelmi belvárosát újra Európa egyik jelentős kulturális-, kereskedelmi- és divatközpontjává emelje. A cég 2003-ban kezdte meg a Deák Palota rekonstrukcióját. A százéves múltra visszatekintő épület Budapest egyik legelegánsabb irodaházává vált, amelyet a FIABCI nívódíj pályázatán 2005-ben a Magyar Ingatlanszövetség különdíjjal, 2008-ban pedig Pro Architectura díjjal tüntetett ki. A fejlesztő 2005-ben egy újabb nagyszabású projekt megvalósításába kezdett, melynek kivitelezése 2008 őszére fejeződött be. A Deák tértől a Bécsi utcáig húzódó Deák Ferenc utca épületei ennek során visszakapták régi pompájukat, helyet biztosítva ezzel a világ vezető divat- és lifestyle márkaüzleteinek. A projekt végeredményeként – az Ödenburger építész iroda tervei alapján – létrejött a belváros legimpozánsabb divatnegyede, a Fashion Street. A Fashion Street ingatlanportfólióját az Immobilia Zrt. kezeli. 

## A fejlesztés
Az ingatlanfejlesztő cég többéves akvizíció során a Deák Ferenc utca – Bécsi út közti, valamint a Deák Ferenc tér sarkán lévő lakóépületeket vásárolta fel, majd 2004-ben kezdett bele a Fashion Street koncepciójának megvalósításába. Az épületeket nagy odafigyeléssel és eredeti külsejük visszaállításával teljes körűen felújították, majd részben kereskedelmi célból kiadták. A felújítás során 16 tonna rézzel állították vissza a történelmi épületek eredeti homlokzatait, valamint 4000 tonna gránitburkolattal alakították ki a sétálóutcát. A Fashion Street összes üzletének bejáratánál Nero Assoluto gránitkőbe vésett, egyedi arany-fekete logós tematikus lábtörlőköveket helyeztek el, ezzel tematizálva a divatutcát.

## Fashion Street Gallery

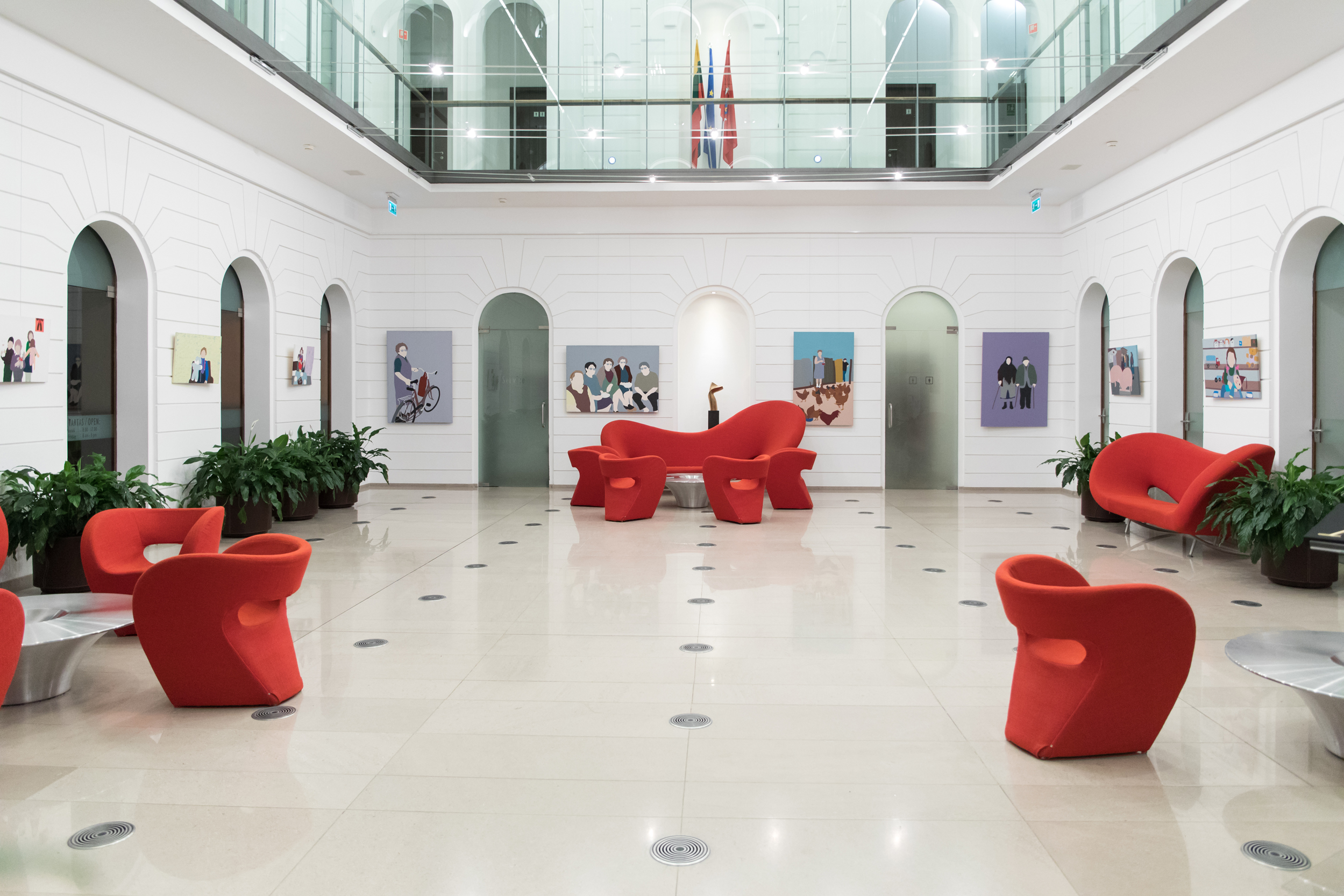
A Deák Palota Átriuma

A Fashion Street 2019 óta aktívan támogatja a kulturális életet: február és június között a Deák Palota adta a helyszínt az ArtHungry.com művészeti portfóliós oldal és a Bartók Béla Boulevard közös szervezésében megvalósuló Tales / Art / Fashion művészeti pályázatnak, amelyben fiatal kortárs képző- és iparművészek számára nyújtott kiállítási lehetőséget az épület átriumában. 

## Fashion Street Magazin

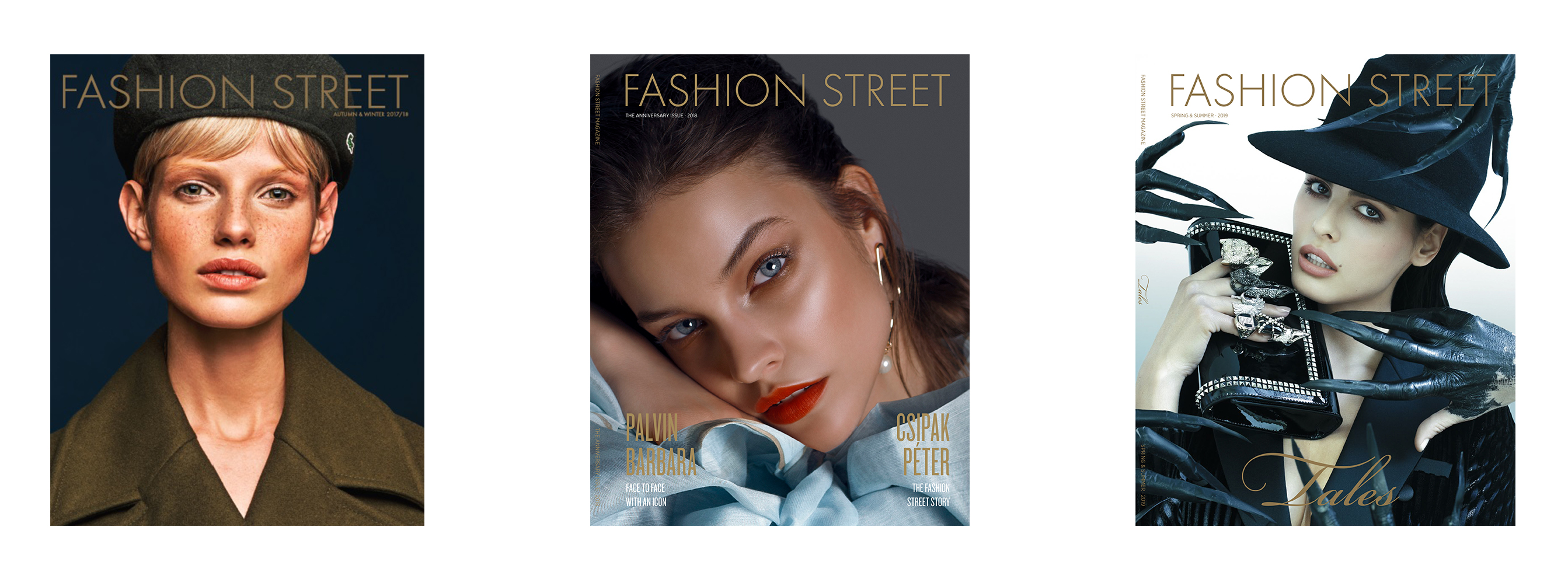
Fashion Street Magazine Covers

A Fashion Street Magazin egy félévente megjelenő, exkluzív, nyomtatott divatlap, mely a Fashion Street saját publikációja. A legújabb kollekciók, hírek és divatcikkek mellett saját, belső divatanyagok és közismert személyekkel készült interjúk találhatóak az angol-magyar kétnyelvű, kb. 160 oldalas magazinban. A magazinban olyan közismert személyekkel készültek fotózással egybekötött interjúk, mint Pásztor Anna énekes-dalszerző, Kiss Tibor énekes-dalszerző, Nagy Ervin színész, Péterfy Bori színésznő és énekesnő, Nagy Zsolt színész, Tenki Réka színésznő, Weisz Fanni hallássérült modell és esélyegyenlőségi aktivista, Gelencsér Tímea szépségkirálynő, Döbrösi Laura színésznő, Baji Balázs világbajnoki bronzérmes gátfutó, Vitáris Iván énekes, Grecsó Krisztián író, Orosz Barbara műsorvezető, Polgár Odett énekesnő vagy épp Juhász Anna irodalmár. A tavasz-nyári és ősz-téli lapszámokkal jelentkező lap 18 000-es nyomdai példányszámban kerül terjesztésre az utca üzleteiben és a környező, ötcsillagos szállodákban, valamint más divat- és életmódmagazinok mellékleteként. A Fashion Street 2018-as jubileumi lapszámának címlapsztárja Palvin Barbara divatmodell volt, 2019-es tavasz-nyári lapszámának címlapmodellje pedig Bojana Krsmanović szerb modell. A lap online változatban is elérhető (fashionstreetonline). 

## Események
A Fashion Street számos eseménynek ad otthont. Az utcában már hagyományossá vált a karácsonyi 200 000 LED-izzóval megvalósuló ünnepi díszkivilágítás és a nagyszabású, zenés show-val, ajándékozással és jótékonysági adományozással egybekötött Mikulás-ünnepség is. 2018-ban, az utca megalakulásának 10. jubileumát ünnepelve a Fashion Streeten egy látványos, arany X-et állítottak ki. A 10. évfordulót az utca grandiózus ünnepséggel koronázta, amelynek sztárvendége volt Lewis Hamilton Formula–1-es pilóta és Palvin Barbara divatmodell is. Az eseményen emellett jótékonysági tombola is megrendezésre került, mellyel az utca a Csodalámpa alapítványt támogatta.

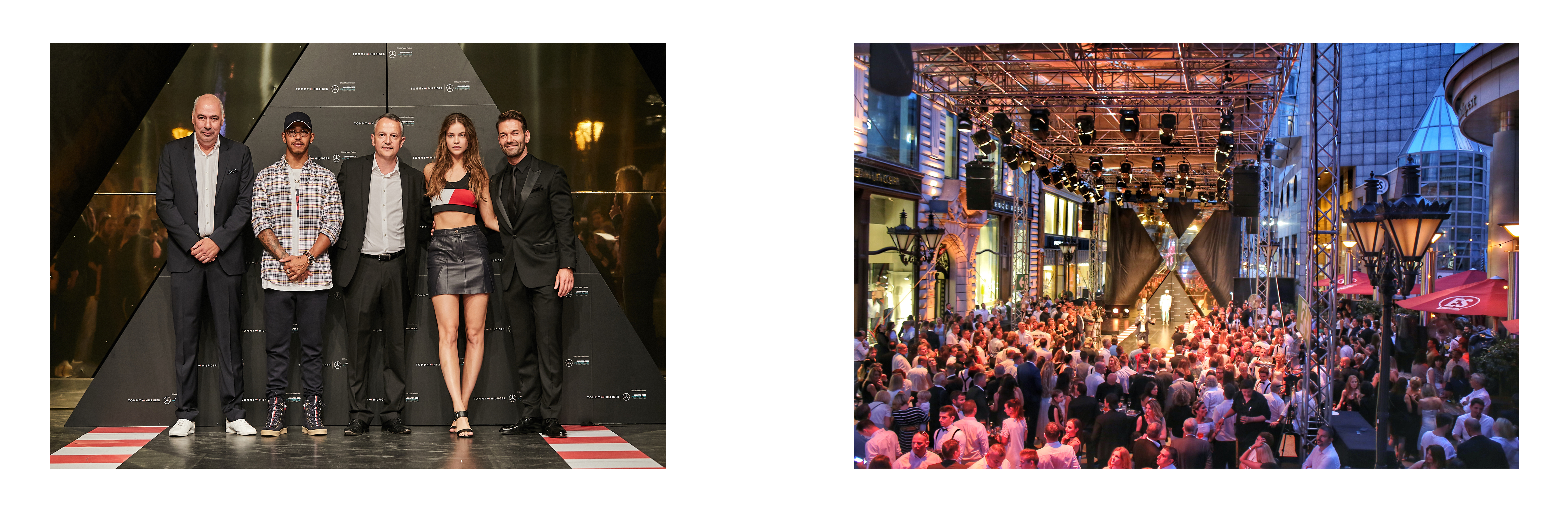
Berendi András, Lewis Hamilton, Jörg Schmidt, Palvin Barbara és Csipak Péter a Fashion Street jubileumi partiján 2018-ban